# Isaac Israëlsbrug
De Isaac Israëlsbrug, (Brug 408), ook bekend als Schildersbrug, is een brug in Amsterdam-Zuid.
De brug overspant het Noorder Amstelkanaal en vormt de verbinding tussen de Cornelis Schuytstraat en de Breitnerstraat. De huidige brug (gegevens 2016) werd in 1961 aangelegd en was althans vanaf de tekentafel de derde brug:
- de eerste brug, toen aangeduid als Academiebrug was van de hand van Piet Kramer, die diverse ontwerpen maakte, de brug werd niet gebouwd;
- een tweede brug, die daadwerkelijk in de jaren twintig werd gebouwd, maar het verkeer eind jaren vijftig niet aan kon;
- de derde brug die in 1961 werd aangelegd naar een ontwerp van Dick Slebos.

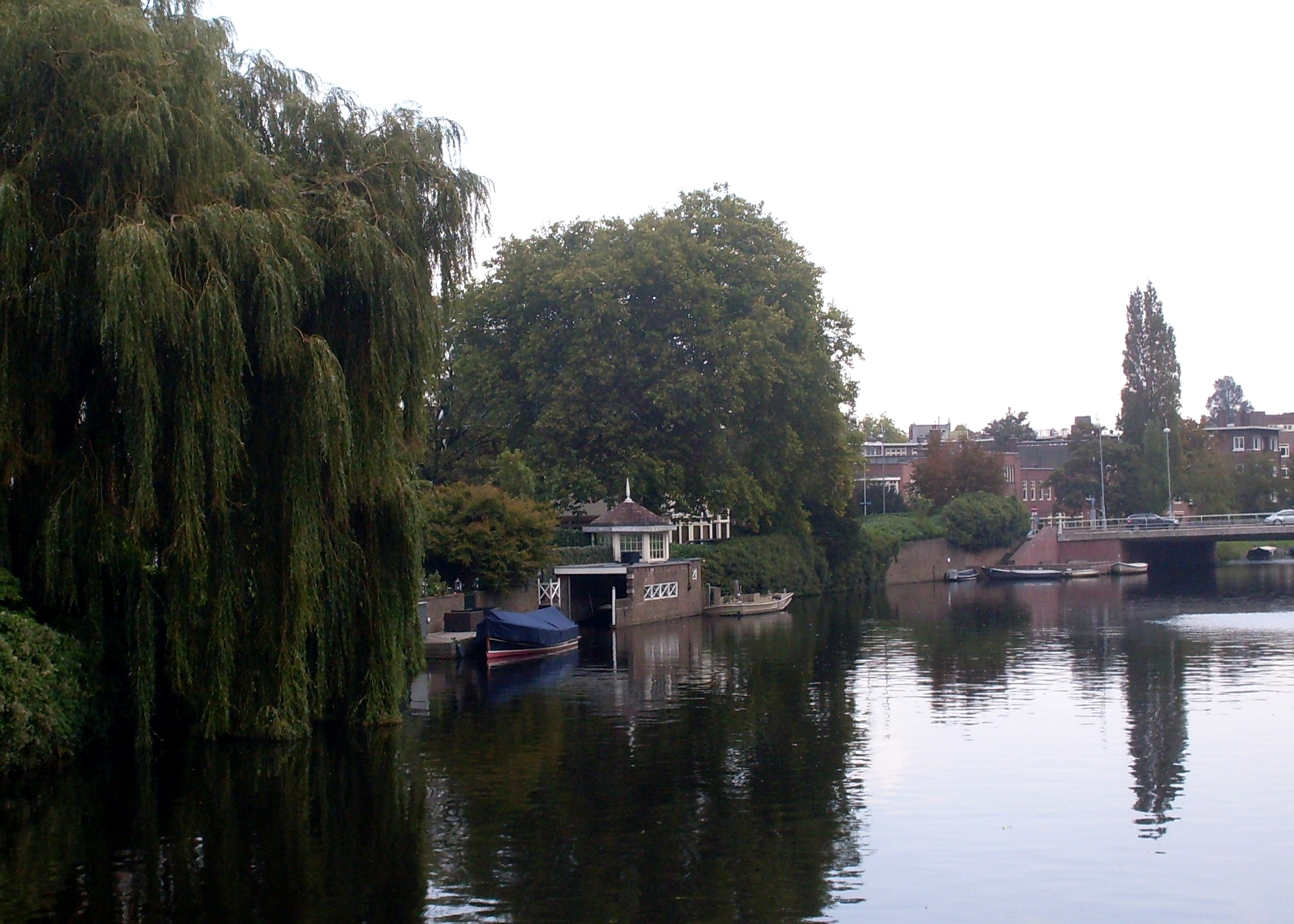
Oever van de tuinen van de J.J. Viottastraat, met rechts brug 408

Tot eind jaren vijftig was het terrein gelegen ten zuiden van het Noorder Amstelkanaal een plantsoen, er was weinig verkeer. Echter met de oplevering van het Hilton Amsterdam Hotel werd het drukker en moesten de bruggen aan zowel de oost- als westkant (408 en 409) vernieuwd worden. Het werden twee betonnen vaste bruggen, die tegelijkertijd gebouwd werden. Dit werd gedaan omdat er voor de aanleg nieuwe funderingspalen de grond in moesten, dus door de bouw te combineren kon geld worden uitgespaard. Omwonenden, taxichauffeurs en ook het Hilton maakten daartegen wel bezwaar, maar de dienst Publieke Werken van Amsterdam zag geen andere mogelijkheid.
De naam Schildersbrug werd gebruikt omdat in de buurt een aantal straten naar schilders is vernoemd. Cornelis Schuyt was echter een componist en organist. In juli 2016 besloot de gemeente Amsterdam dan ook om de officieuze benaming niet meer in officiële stukken te gebruiken. De brug had daarna een aantal maanden geen echte naam, maar werd aangeduid met het brugnummer 408.
In februari 2017 heeft het gemeentebestuur besloten de brug te vernoemen naar de kunstenaar Isaac Israëls (1865-1934), een zoon van Jozef Israëls. Hiermee is de brug dan toch naar een schilder genoemd. Terwijl de Amsterdamse Jozef Israëlskade (door Gerard Reve in De avonden de Schilderskade genoemd) in een andere buurt ligt, zijn in de buurt van de brug straten genoemd naar George Breitner en Willem Witsen, die met Isaac Israëls tot de Amsterdamse impressionisten worden gerekend, en ook is een straat genoemd naar hun generatiegenoot Gerrit Willem Dijsselhof. Bovendien heeft Israëls werken gemaakt naar bruggen in Amsterdam, Den Haag en Batavia.
<<< · 400 · 401 · 402 · 403 · 404 · 405 · 406 · 407 · 408 · 409 · 410 · 411 · 413 · 414 · 415 · 416 · 417 · 418 · 419 · 420 · 421 · 422 · 423 · 424 · 425 · 427 · 429 · 430 · 431 · 432 · 433 · 434 · 435 · 436 · 437 · 438 · 439 · 440 · 441 · 442 · 443 · 444 · 445 · 446 · 447 · 448 · 449 · 450 · 451 · 452 · 453 · 454 · 455 · 456 · 457 · 458 · 459 · 460 · 461 · 462 · 463 · 464 · 465 · 466 · 469 · 470 · 471 · 472 · 473 · 474 · 475 · 476 · 478 · 479 · 480 · 482 · 483 · 485 · 486 · 487 · 488 · 489 · 490 · 491 · 492 · 493 · 494 · 495 · 496 · 497 · 499 · >>>
Brugnummers 412, 426, 428, 467, 468, 477, 481, 484 en 498 zijn niet (meer) vergeven.